# كاري كوش
كاري كوش (بالإنجليزية: Cary Koch)‏ هو لاعب كرة قدم أمريكية أمريكي، ولد في 28 أغسطس 1986 في باتون روج في الولايات المتحدة.